# Wehrbach (Nidda)
Der Wehrbach ist ein 4 km langer silikatischer Mittelgebirgsbach im Westlichen Unteren Vogelsberg und ein linker und südöstlicher Zufluss der Nidda im hessischen Wetteraukreis.

## Geographie

### Verlauf
Der Wehrbach entspringt auf einer Höhe von etwa 129 m ü. NHN westlich des Ranstadter Ortsteils Obermockstadt.
Ee fließt in südwestlicher Richtung parallel zur Nidda durch Grünland und mündet schließlich auf einer Höhe von etwa 123 m ü. NHN östlich des Florstadter Stadtteils Staden von links in die Nidda.
Der etwa 4 Kilometer lange Lauf des Wehrbachs endet ungefähr 6 Höhenmeter unterhalb des Ursprungs seiner Quelle, er hat somit ein mittleres Sohlgefälle von etwa 1,5 ‰.

### Einzugsgebiet
Das 22,594 km² große Einzugsgebiet des Wehrbachs liegt im Westlichen Unteren Vogelsberg und wird durch ihn über die Nidda, den Main und den Rhein zur Nordsee entwässert.
Es grenzt
- im Nordosten an das Einzugsgebiet des Laisbachs, der in die Nidda mündet;
- im Südosten an das der Nidder, die ebenfalls in die Nidda mündet;
- im Südwesten an das des Niddazuflusses Wörthbach und
- im Norden an das der Nidda direkt.

Das Einzugsgebiet wird in den Auen von Grünland dominiert, ansonsten überwiegt Ackerland und die Höhen sind bewaldet. Siedlungen im Bereich des Einzugsgebiets sind Obermockstadt und der östliche Teil von Niedermockstadt. Die höchste Erhebung ist die Steinknorre mit einer Höhe von 259 m ü. NHN im Osten des Einzugsgebiets.

### Zuflüsse
- Schlammfang (links)
- Wörthbach (links)

### Flusssystem Nidda
- Fließgewässer im Flusssystem Nidda

### Orte
Der Wehrbach fließt durch folgende Ortschaften:
- Ranstadt-Obermockstadt